# 2022年國家聯盟外卡系列賽
2022年國家聯盟外卡系列賽（2022 American League Wild Card series Game），是國家聯盟季後賽的首輪比賽，是由東區、中區、西區這3個分區冠軍中勝率最低的球隊（分區冠軍勝率前兩名直接保送第二輪比賽），與分區冠軍外勝率前3名球隊，4隊將會進行3戰2勝制比賽，獲勝的球隊可以晉級國家聯盟分區賽。

## 聖路易紅雀 對 費城費城人
| 場次 | 客隊   | 比分 | 主隊 | 日期    | 場地       | 觀眾人數 |
| ---- | ------ | ---- | ---- | ------- | ---------- | -------- |
| 1    | 費城人 | 6：3 | 紅雀 | 10月7日 | 布希體育場 | 45911    |
| 2    | 費城人 | 2：0 | 紅雀 | 10月8日 | 布希體育場 | 48515    |

### 第一場
| 費城費城人 | 0 | 0 | 0 | 0 | 0 | 0 | 0 | 0 | 6 | 6 | 5 | 0 |
| 聖路易紅雀 | 0 | 0 | 0 | 0 | 0 | 0 | 2 | 0 | 1 | 3 | 5 | 0 |
| 勝投： 大衛·羅伯森（1－0） 敗投： 萊恩·海爾斯利（0－1） 全壘打： 費城人：無 紅雀：Juan Yepez（7下，2分） 觀眾人數： 45,911 比賽總記錄 |   |   |   |   |   |   |   |   |   |   |   |   |

紅雀荷西·昆塔納5.1局0失分，費城人薩克·惠勒6.1局0失分，雙方在G1第一場就上演精采的投手戰。
前6局0：0的僵局，在7局下被紅雀菜鳥Juan Yepez的2分砲打破，紅雀先馳得點，並持續壓制住費城人，將優勢帶到第9局交給終結者Ryan Helsley。
紅雀隊史共有93場季後賽是帶著2分以上領先進入第9局，戰績為嘆為觀止的93戰全勝，但在萊恩·海爾斯利抓下第1個出局後風雲變色。費城人靠一支安打與兩次保送擠成滿壘，艾列克·波姆又被投出頭部觸身球，費城人打破鴨蛋。紅雀換投依然止不住煞車，金恩·塞古拉敲出致勝的2分打點一壘安打逆轉戰局。費城人靠著一陣猛攻加上紅雀此時又發生隱形失誤，直到第2個出局數誕生（高飛犧牲打）已經寫下6分大局，即使9下被紅雀追回1分也足以收下開門紅。6：3，費城人拿下隊史自2011年國家聯盟分區賽第3場後在季後賽的首勝。

### 第二場
| 費城費城人 | 0 | 1 | 0 | 0 | 1 | 0 | 0 | 0 | 0 | 2 | 4 | 1 |
| 聖路易紅雀 | 0 | 0 | 0 | 0 | 0 | 0 | 0 | 0 | 0 | 0 | 7 | 0 |
| 勝投： 亞倫·諾拉（1－0） 敗投： 邁爾士·米克拉斯（0－1） 救援成功： Zach Eflin（1） 全壘打： 費城人：布萊斯·哈波（2上，1分） 紅雀：無 觀眾人數： 48,515 比賽總記錄 |   |   |   |   |   |   |   |   |   |   |   |   |

G1的戲劇性蔓延到G2，紅雀打線受制於費城人王牌亞倫·諾拉為首的投手群，全場7支安打（其中諾拉個人包辦4支，與費城人全場安打數一樣）卻無法有效串連攻勢，其中一壘與三壘強打的同時熄火成為致命傷。
費城人安打更少，但2局上布萊斯·哈波在率先開轟突破僵局，5局上凱爾·舒瓦伯在滿壘情況下擊到右外野，雖沒能飛越大牆也足以形成打回第2分、壘上所有人都往前推進的高飛犧牲打。
雖然第3分打不回來，也足以壓制紅雀欲振乏力的打線。9局下紅雀在2出局後柯瑞·迪克森和雅迪爾·莫里納連續敲出安打攻佔一三壘，可惜湯米·艾德曼敲出內野飛球遭到接殺。
最後，費城人以2：0完成橫掃，自2011年後再次闖進分區賽，挑戰亞特蘭大勇士，也讓亞伯特·普荷斯和雅迪爾·莫里納的生涯畫下遺憾的句號。

## 紐約大都會 對 聖地牙哥教士
| 場次 | 客隊 | 比分 | 主隊   | 日期    | 場地     | 觀眾人數 |
| ---- | ---- | ---- | ------ | ------- | -------- | -------- |
| 1    | 教士 | 7：1 | 大都會 | 10月7日 | 花旗球場 | 41621    |
| 2    | 教士 | 3：7 | 大都會 | 10月8日 | 花旗球場 | 42156    |
| 3    | 教士 | 6：0 | 大都會 | 10月9日 | 花旗球場 | 39241    |

### 第一場
| 聖地牙哥教士 | 2 | 1 | 0 | 0 | 4 | 0 | 0 | 0 | 0 | 7 | 8 | 0 |
| 紐約大都會 | 0 | 0 | 0 | 0 | 1 | 0 | 0 | 0 | 0 | 1 | 7 | 0 |
| 勝投： 達比修有（1－0） 敗投： 麥斯·薛澤（0－1） 全壘打： 教士：Josh Bell（1上，2分）、崔恩特·葛里沙姆（3上，1分）、朱利克森·普羅法（5上3分）、曼尼·馬查多（5上，1分） 大都會：愛德華多·艾斯科巴（5下，1分） 觀眾人數： 41,621 比賽總記錄 |   |   |   |   |   |   |   |   |   |   |   |   |

雙方首戰派出各自的王牌達比修有和麥斯·薛澤先發出戰，不過薛澤在這場比賽狀態不好，首局就被Josh Bell敲出2分砲，2局再被崔恩特·葛里沙姆敲出陽春砲，5上教士金河成和Austin Nola接連敲安上壘，下一棒朱利克森·普羅法敲出直擊右外野標竿的3分砲，曼尼·馬查多也在同一局補上陽春砲，讓薛澤只投4.2局就挨了4轟噴7分黯然退場。
達比修有主投7局雖僅送出4次三振，不過非常有效率，僅被敲出1支陽春砲失1分。大都會並非沒有機會，但全場唯一的傷害就只有5下愛德華多·艾斯科巴陽春砲，得點圈11支1且沒得分。最終教士就以7比1拿下首勝。

### 第二場
| 聖地牙哥教士 | 0 | 0 | 1 | 0 | 1 | 0 | 0 | 0 | 1 | 3 | 6 | 0 |
| 紐約大都會 | 1 | 0 | 0 | 1 | 1 | 0 | 4 | 0 | X | 7 | 9 | 0 |
| 勝投： 賈寇伯·迪格隆 （1－0） 敗投： 尼克·馬丁尼茲 （1－0） 救援成功： Seth Lugo（1） 全壘打： 教士：崔恩特·葛里沙姆（3上，1分） 大都會：法蘭西斯科·林多爾（1下，1分）、 彼特·阿隆索（5下，1分） 觀眾人數： 42,156 比賽總記錄 |   |   |   |   |   |   |   |   |   |   |   |   |

背水一戰的大都會，G2推出另一張賽揚王牌賈寇伯·迪格隆力抗教士的第2張賽揚王牌Blake Snell。
迪格隆繳出6局失2分的優質內容，不過詳細內容也僅是中規中矩，但也比同樣丟2分的Blake Snell只投3.1局就下台好。
大都會1局下靠陽春砲先馳得點，但教士3局上還以顏色；大都會4局下再打1支帶打點一壘安打，但教士5局上同樣打了回去。
5局下，「北極熊」彼特·阿隆索擊出陽春砲，大都會第3次取得領先。
7局下，大都會1支安打加2次保送形成滿壘，Jeff McNeil二壘安打掃回2分，G1打出陽春砲的艾斯科巴適時補上一壘安打再下一城，等到Daniel Vogelbech以高飛犧牲打成為第1個出局時，大都會已寫下4分大局。
大都會G1慘不忍睹的得點圈11支1，到了G2翻成10支3，成為最終以7：3扳平戰局的最大關鍵。

### 第三場
| 聖地牙哥教士                                                                           | 0 | 2 | 0 | 1 | 1 | 0 | 0 | 2 | 0 | 6 | 10 | 0 |
| 紐約大都會                                                                             | 0 | 0 | 0 | 0 | 0 | 0 | 0 | 0 | 0 | 0 | 1  | 0 |
| 勝投： 喬·馬斯葛洛夫（1－0） 敗投： 克里斯·巴希特（0－1） 觀眾人數： 39,241 比賽總記錄 |   |   |   |   |   |   |   |   |   |   |    |   |

前2戰都打出2張賽揚王牌，大都會與教士成為本季唯一一組打滿3場的組合，各自推出克里斯·巴希特與喬·馬斯葛洛夫決定本季的命運。
2局上，教士率先安打上壘後雖連續2人出局，不過又連獲2次保送，Austin Nola在滿壘時敲出2分打點一壘安打幫助球隊先馳得點。
4局上，教士再次表演「2出局後才開始」金河成一壘安打加盜二壘，葛里沙姆適時補上一壘安打打回第3分。
5局上，教士率先安打上壘後再以犧牲觸擊推上二壘，馬查多適時補上一壘安打打回第4分，前5局打完教士已握有4：0領先。
與巴希特4局丟3分截然不同，馬斯葛洛夫7局0失分威風八面，讓大都會陷入比屢攻不破更絕望的絕境。前4局完美的12上12下，直到5局下才被阿隆索一壘安打打破。但加上7局下Starling Marte四壞保送（1出局時上二壘但最終打不回來），大都會整場就只有2人上壘，即使大都會主帥Buck Showalter試圖「拐氣」，要裁判檢查馬斯葛洛夫是否有不明物質也沒有用。
8局上，教士又一次上演2出局後的攻勢，胡安·索托掃出2分打點一壘安打將二三壘隊友打回來，但自己盜二壘失敗結束該局。
手握大幅領先，教士9局下由Josh Hader關門，終場以6：0完封大都會，獲得挑戰洛杉磯道奇的資格。